# دورنیه دو ۱۸
دورنیه دو ۱۸ (به آلمانی: Dornier_Do_18) یک هواگرد از نوع قایق پرنده ساخت شرکت دورنیه در آلمان بود که به صورت غیرنظامی برای لوفت‌هانزا و نظامی برای لوفت‌وافه خدمت کرد.

## طراحی و تولید
شرکت هواپیماسازی دورنیه هواگرد دو ۱۸ را به عنوان جایگزینی برای قایق پرنده دو ۱۵ وال برای مقاصد نظامی و غیرنظامی طراحی کرد. کار بر روی چهار پیش‌نمونه اولیه اوایل سال ۱۹۳۴ آغاز شد. دو ۱۸ همان پیکربندی پایه دو ۱۵ با بدنه دو پله‌ای معمول دورنیه، را داشت. پله پشتی به سکان آب منتهی می‌شد. بدنه از هفت قسمت ضدآب تشکیل می‌گشت که اگر هر دو قسمتی از آن‌ها نیز پرآب می‌گردید هواگرد نه غرق می‌شد و نه ثبات خود را از دست می‌داد. باله‌های بخش‌بندی‌شده ثبات هواگرد روی آب را تأمین می‌کرد و در هوا بر نیروی برآر می‌افزود. هواگرد دارای سکان آب دوگانه و برآافزای رادیاتور قابل تنظیم تولید بود.
دو ۱۸ یک اتاقک سر پوشیده داشت که خلبان و کمک خلبان را در کنار یک‌دیگر در جلو و بیسیم‌چی و ناوبر را در پشت آن‌ها در خود جای می‌داد. یک قسمت در پله پشتی فضایی برای تیربارچی دم بود. یک جایگاه سر باز نیز برای یک مسلسل دیگر در جلوی دماغه وجود داشت. دو محفظه بمب نوع ایی‌تی‌سی ۵۰ برای حمل یک جفت بمب ۵۰ کیلوگرمی زیر بال راست قرار داشت.
در نمونه اولیه دو موتور دوزمانه ۶ سیلندر اشتعال تراکمی یومو ۲۰۵ هر یک با توان ۶۰۰ اسب بخار (۴۴۷ کیلووات) هنگام برخاستن، به صورت پشت سر هم بر فراز پیکربندی بال‌بالای هواگرد قرار داشتند.
پیش‌نمونه نخست تحت عنوان دو ۱۸آ روز ۱۵ مارس سال ۱۹۳۵ به پرواز درآمد. پیش‌نمونه دوم با عنوان دو ۱۸ب یک پیش‌نمونه خط تولید مدل دو ۱۸دی بود. پیش‌نمونه دو ۱۸دی دومین هواگرد به پرواز درآمده و نخستین هواگرد نظامی این نوع بود. تولید هواگردهای نظامی ابتدا در کارخانه فریدریشسهافن خود شرکت دورنیه و سپس، با افزایش تولید هواگردهای دو ۱۷، در کارخانه‌های آینسواردن و نوردنهام شرکت وزر تولید گردیدند. نیاز به بهبود عملکرد هواگرد منجر به تولید مدل‌های دو ۱۸دی-۲ و دو ۱۸دی-۳ با اندکی تغییرات در تجهیزات شد.
در مدل دو۱۸گه-۱ از موتور ارتقا یافته یومو ۲۰۵دی با ۸۸۰ اسب (۶۵۶ کیلووات) بخار توان استفاده شد. با بهبودهای آیرودینامیکی از جمله دماغه تیزتر، هواگرد عملکرد هر چه بهتری یافت. با به کارگیری تقویت‌کننده‌های راکتی اِر-گِرِت برخاست هواگرد یاری می‌شد.  تسلیحات دفاعی هم بهبود یافت که در آن یک مسلسل ۱۳ میلی‌متری ام‌گه ۱۳۱ در جایگاه رو باز دماغه و یک توپ خودکار ۲۰ میلی‌متری ام‌گه ۱۵۱ در یک برجک الکتریکی در پله پشتی بدنه استفاده شد. مدل دو ۱۸ها-۱ یک هواگرد آموزشی غیر مسلح بود. از این دو مدل مجموعا ۷۱ هواگرد تحویل لوفت‌وافه شد تا این که تولید اوایل تابستان سال ۱۹۴۰ متوقف گشت. مدل دو ۱۸اِن مخصوص عملیات نجات هوایی بود. بسیاری از هواگردهای مدل دو ۱۸گه به مدل دو ۱۸ان تبدیل شدند.

## تاریخچه عملیاتی
پیش‌نمونه نخست و سوم و دو هواگرد اولیه دیگر از سال ۱۹۳۵ در خطوط هوایی لوفت‌هانزا خدمت کردند. این چهار هواگرد تحت عنوان دو ۱۸ایی چندین رکورد پرواز برد بلند را شکستند. از این هواگردها در مسیر اقیانوس اطلس جنوبی استفاده شد.
بیشتر هواگردهای دو ۱۸ تولید شده به خدمت نظامی تعلق گرفتند. این هواگردها غالبا از مدل دو ۱۸دی بودند. تحویل هواگردهای نظامی دو ۱۸ به لوفت‌وافه از سال ۱۹۳۶ آغاز شد. تا سال ۱۹۳۹ پنج اسکادران از این هواگردها تشکیل گردید. به هر صورت در این زمان دیگر با توجه به عملکرد نسبتاً ضعیف و تسلیحات دفاعی محدود آن، دو ۱۸ منسوخ به حساب می‌آمد. از مدل دو۱۸گه-۱ در کنار مدل دو ۱۸دی استفاده شد. مدل دو ۱۸دی بعدا در وظایف نجات هوایی به‌کارگرفته شد. آخرین هواگردهای مدل دو ۱۸گه-۱ ماه اوت سال ۱۹۴۱ از کاربرد عملیاتی در گروه‌های ۴۰۶ و ۹۰۶ ساحلی در نروژ عقب کشیده شد. بسیاری از آن‌ها با تغییر به مدل دو ۱۸ان-۱ در نقش نجات هوایی به خدمت ادامه دادند.

## مشخصات فنی
دو ۱۸گه-۱:
مشخصات عمومی
- خدمه: ۴ نفر
- طول: ۱۹.۳۸ متر
- طول بال: ۲۳.۷ متر
- مساحت بال: ۹۸ متر مربع
- ارتفاع: ۵.۳۲ متر
- وزن خالی: ۵٬۹۷۸ کیلوگرم
- حداکثر وزن هنگام برخاستن: ۱۰٬۷۹۵ کیلوگرم
- نیرومحرکه: ۲ × موتور پیستونی شش سیلندر یونکرسس یومو ۲۰۵دی: ۸۸۰ اسب (۶۵۶ کیلووات) هنگام برخاست

عملکرد
- حداکثر سرعت: ۲۶۷ کیلومتر بر ساعت
- پایاسیر: ۱۶۴ کیلومتر بر ساعت در برد بلند
- سقف پرواز: ۴٬۲۰۰ متر
- برد: ۳٬۵۰۰ کیلومتر

تسلیحات
- ۱ × مسلسل ۱۳ میلی‌متری ام‌گه ۱۳۱ در جایگاه رو باز دماغه
- ۱ × توپ خودکار ۲۰ میلی‌متری ام‌گه ۱۵۱/۲۰ در برجک سقف
- ۲ × بمب ۵۰ کیلوگرمی در بال‌ها